# Пръстен от Езерово
Пръстенът от Езерово е златен пръстен с надпис от V век пр. н.е., открит през 1912 година край село Езерово, Южна България.
Съхранява се в Националния археологически музей в София.

## Описание
Пръстенът е открит през 1912 година, при разкопки, водени от Рафаил Попов, на тракийска могила в местността „Пърженака“, югоизточно от село Езерово. Намерен е заедно с други предмети – златна диадема, златна лъжичка, две триъгълни златни пластини, кръгло бронзово огледало и повредени бронзов съд и бронзова гривна. Въз основа на археологичните и палеографски данни, находката е датирана като не по-ранна от V век пр. н.е., най-вероятно от първата половина на V век пр. н.е.
Пръстенът с обща маса 31,3 грама се състои от отворена халка с максимален диаметър 27 милиметра, прикрепена към краищата ѝ ос и въртяща се около нея овална плочка с размери 17 × 20 милиметра. Плочката е с дебелина 4 милиметра по ръба и е леко удебелена, до 5 милиметра, в средната си част. От долната страна на плочката има грапаво петно с размери 10 × 10 милиметра, вероятно дължащо се на начина на отливането ѝ. От горната ѝ страна е изписан ясно четим текст с гръцки букви, разпределен в 7 реда и още няколко букви в края му, изписани на страничния ръб на плочката:
ΡΟΛΙΣΤΕΝΕΑΣΝ
ΕΡΕΝΕΑΤΙΛ
ΤΕΑΝΗΣΚΟΑ
ΡΑΖΕΑΔΟΜ
ΕΑΝΤΙΛΕΖΥ
ΠΤΑΜΙΗΕ
ΡΑΖ
ΗΛΤΑ

## Разчитане на надписа
Макар и изписан с гръцки букви, текстът на надписа от пръстена не е на гръцки или друг добре познат език. Въз основа на датировката и местоположението се предполага, че надписът е на тракийски език, за който има съвсем ограничени данни. В продължение на десетилетия, до откриването на посветителните надписи от Месемврия-Зоне, надписът от пръстена от Езерово е най-дългият известен, предполагаемо тракийски, текст. През годините са правени множество опити за неговото разчитане, които остават недостатъчно убедителни.
Опитите за разчитане на надписа изхождат от приемания за неговото предназначение, както и от определено членение на думите в него, тъй като надписът е в scriptio continua, без прекъсване между думите. След това се търсят аналози на думите в други индоевропейски езици, както древни, така и съвременни, но смятани за повлияни или свързани с тракийския.

### Владимир Георгиев (1977)
Свое разчитане на надписа от пръстена от Езерово предлага и българският езиковед Владимир Георгиев в своята монография „Траките и техния език“ (1977). При разчитането му той изхожда от няколко предпоставки:
- Тъй като формата на пръстена не е удобна за носене или за печат, той има ритуална функция
- Цялата находка е интерпретирана като свързана с погребение; в частност, позовавайки се на Димитър Дечев, Георгиев приема, че пръстенът е предназначен за излагането (протезис) на тялото преди самото погребение
- Георгиев приема за реален описания от Херодот тракийски обичай за жертване на една от съпругите на починалия при неговото погребване

На тази основа той тълкува надписа като посвещение от името на жертваната съпруга, като предлага два сходни варианта за превода му:
ΡΟΛΙΣΤΕΝΕ ΑΣ(Ν?) ΝΕΡΕ (Ε?) ΝΕΑ Τ(Ι) ΙΛΤΕΑ ΝΗΣΚΟ Α ΡΑΖΕΑ ΔΟ ΜΕΑΝ ΤΙΛΕΖΥΠΤΑΜ ΙΗ ΕΡΑΖ ΗΛΤΑ
Ролистене, аз, младата ти съпруга, избраната, умирам наред до моя блажено-почивши, която децата отхрани
или
ΡΟΛΙΣΤΕΝΕ ΑΣ(Ν?) ΝΕΡΕΝΕΑ ΤΙΛΤΕΑ ΝΗΣΚΟ Α ΡΑΖΕΑ ΔΟ ΜΕΑΝ ΤΙΛΕΖΥΠΤΑΜ ΙΗ ΕΡΑΖ ΗΛΤΑ
Ролистене, аз, Неренеа Тилтеа, умирам наред до моя блажено-почивши, която децата отхрани